# Чёрные собачьи акулы
Чёрные собачьи акулы (лат. Centroscyllium, от др.-греч. κέντρον «жало» и σκύλιον, σκύλιος, вид акулы) — род акул семейства Etmopteridae отряда катранообразных, в который включают 7 видов. Обитают во всех океанах за исключением Северного Ледовитого. 
Размер от 28 см до 107 см. У основания обоих спинных плавников имеются заметные шипы. Анальный плавник отсутствует. Зубы подобны гребёнке. Ноздри обрамлены короткими кожными складками. Рыло приплюснутое, длина меньше расстояния от рта до основания грудных плавников. Второй спинной плавник больше первого. Хвостовой плавник асимметричный, верхняя лопасть удлинена, нижняя развита слабо. У края верхней лопасти имеется заметная выемка. Прекаудальная выемка и латеральные кили на хвостовом стебле отсутствуют. Окрас от серого до чёрного цвета.

## Классификация
- Centroscyllium excelsum Shirai & Nakay, 1990
- Centroscyllium fabricii J. C. H. Reinhardt, 1825 — Чёрная собачья акула Фабрициуса
- Centroscyllium granulatum Günther, 1887
- Centroscyllium kamoharai  T. Abe, 1966 — Чёрная собачья акула Камохары
- Centroscyllium nigrum Garman, 1899 — Чёрная собачья акула
- Centroscyllium ornatum Alcock, 1889
- Centroscyllium ritteri  Jordan & Fowler, 1903 — Белопёрая собачья акула